# Мухоловка сіра
Мухоло́вка сі́ра (Muscicapa striata) — вид горобцеподібних птахів родини Мухоловкових (Muscicapidae). В Україні гніздовий, перелітний вид.

## Опис

### Зовнішній вигляд
Невеликий птах, розміром дещо менший за горобця. Маса тіла 13-19 г. Довжина тіла близько 14 см. Статевий диморфізм не виражений. Дорослий птах зверху сірий, з темно-бурою строкатістю на голові; низ білуватий, з темними рисками па волі; махові і стернові пера темно-бурі; дзьоб і ноги темно-бурі. У молодого птаха пера верху світло-вохристі, з бурою облямівкою; низ сірувато-білий, на перах вола і боків тулуба темно-бура верхівкова облямівка.
Від самок дорослої та молодої строкатої і білошийої мухоловок відрізняється однотоннішим забарвленням за відсутності білих смуг на крилах; від самок дорослої та молодої малої мухоловки — більшими розмірами і відсутністю білого кольору на хвості; дуже характерним є спосіб полювання.

### Звуки
Пісня — нетривале високотональне щебетання, поклик — різке «сіі».

## Поширення
Сіра мухоловка поширена в Північно-Західній Африці, майже по всій Європі, в Азії на схід до Забайкалля та Індії. Перелітний птах, зимує у тропічній Африці.
В Україні гніздиться на всій території, крім рівнинної частини Криму; мігрує скрізь.

## Чисельність
Чисельність в Європі оцінена в 14—22 млн пар, в Україні — 555—625 тис. пар. Розмір популяції в цілому скорочується.

## Місця існування
Сіра мухоловка населяє світлі високо стовбурові соснові бори, розріджені ліси різних типів — діброви, сосново-дубові, ялиново-широколистяні, вільшняки, березняки. Якщо гніздиться серед густого лісу, обов'язково поблизу лісових галявин, просік. Часто зустрічається поруч з людиною: в селах, селищах, містах, де гніздиться в парках, садах, у дворах зі старими деревами, на алеях тихих вулиць.

## Гніздування

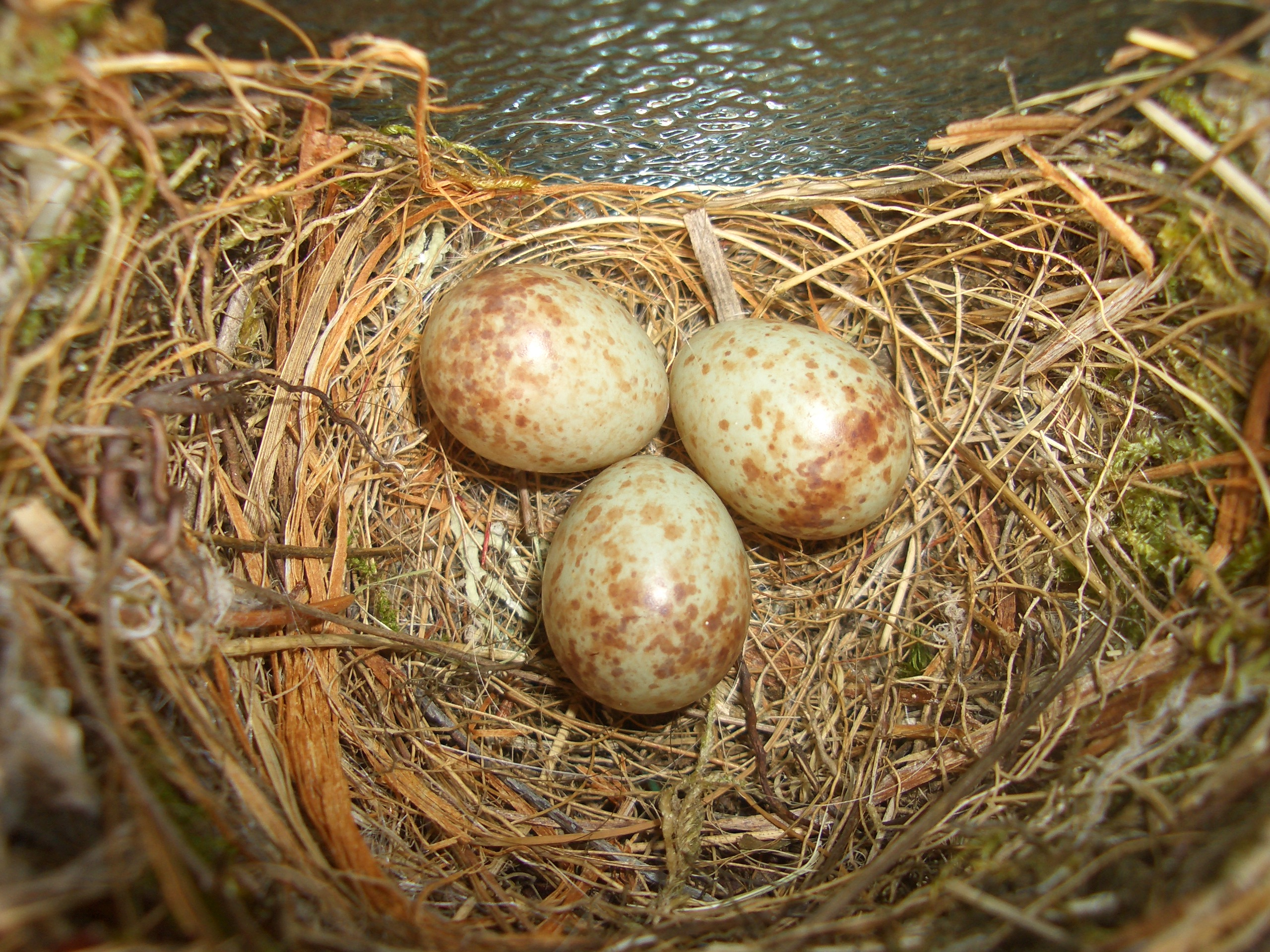
Кладка

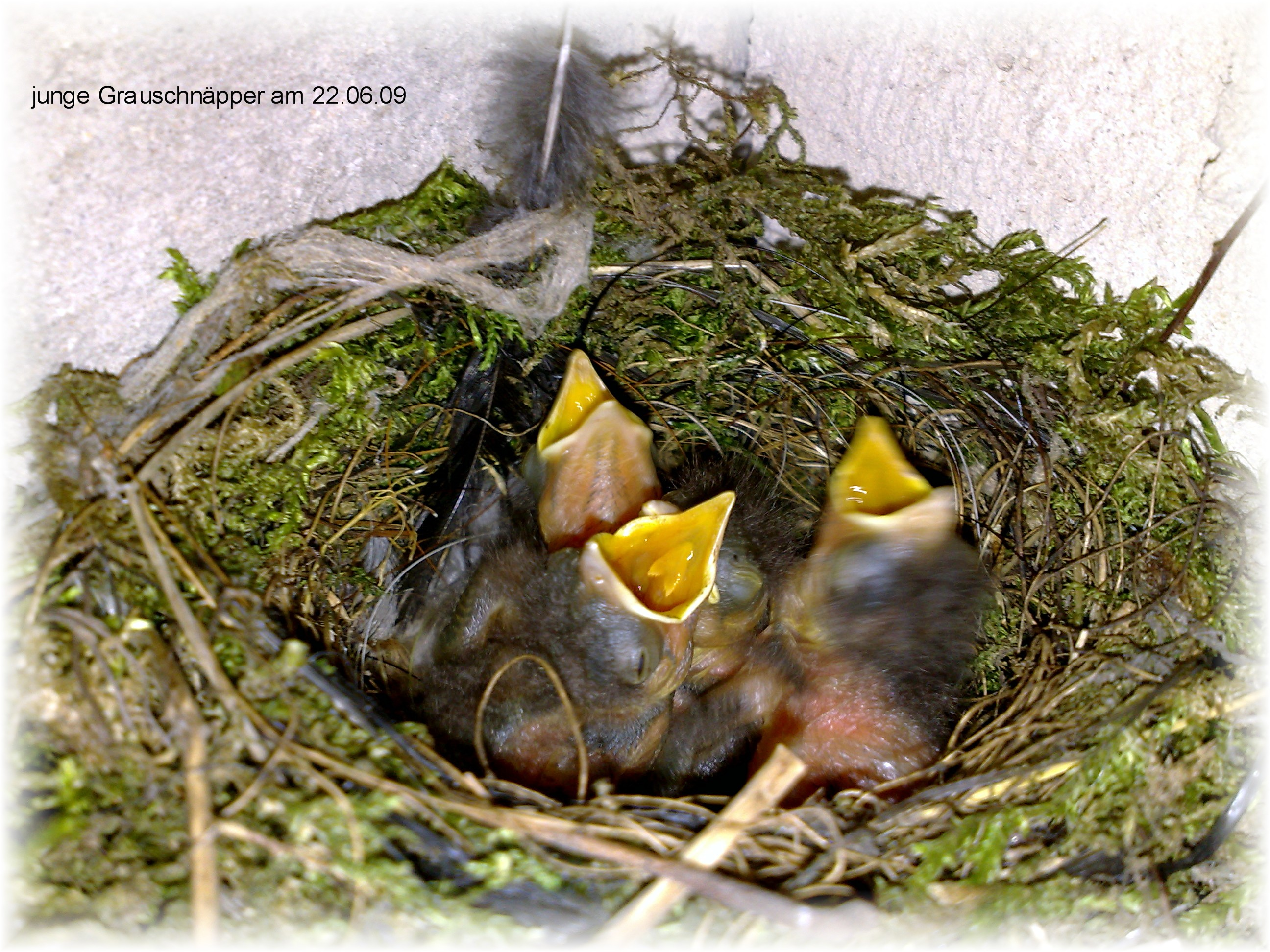
Гніздо з пташенятами

Гніздиться поодинокими парами. Гніздо завжди розміщується на горизонтальній опорі біля будь-якої вертикальної стінки, яка захищає його з одного боку: в напівзруйнованих дуплах дятлів, у неглибоких порожнинах стовбурів дерев, розгалуженні між стовбурами, на зламі стовбура. Інколи влаштовують гнізда в старих будівлях інших птахів — дроздів, зябликів, сільської ластівки. Біля житла людини мухоловка будує гніздо під карнизами будівель, за наличниками вікон, на виступах балок, в нішах стін тощо. Гніздо розміщується доволі відкрито на висоті 0,5-8 м (зазвичай 1,5-3 м). Нерідко воно буває неправильної форми (лоток зсунутий до краю) і являє собою невелику, неглибоку, чашоподібну пухку споруду. Будівельним матеріалом слугують суха трава, тонкі гілочки, луб'яні волокна, стебла моху, корінці, рідше лишайники, рослинний пух, соснова хвоя. Лоток вистилається тонкими травинками, волоссям, зрідка — пір'ям, сухим листям. У населених пунктах для будівництва використовується вата, нитки, мотузки, папір, ганчірки. Висота гнізда 3,5-5,0, глибина лотка 2,7-6,1, діаметр гнізда 7,5-9,5, діаметр лотка 4,5-6,5 см.
Повна кладка складається з 4-5 яєць, інколи з 6, зрідка із 3. Шкаралупа дещо блискуча, світла, зеленувато-сірого (майже оливкового) або рожево-пісочного кольору, рясно вкрита розпливчастими іржаво-коричневими та іржаво-бурими поверхневими плямами. Глибока плямистість сіро-фіолетового і сірого кольору. Середній розмір яєць 18,73×14,06 мм.
Більшість свіжих кладок з'являється в гніздах у третій декаді травня. Протягом року один виводок. Насиджують обидва з батьків протягом 12-14 діб. Вигодовування пташенят триває 12-13 діб.

## Живлення

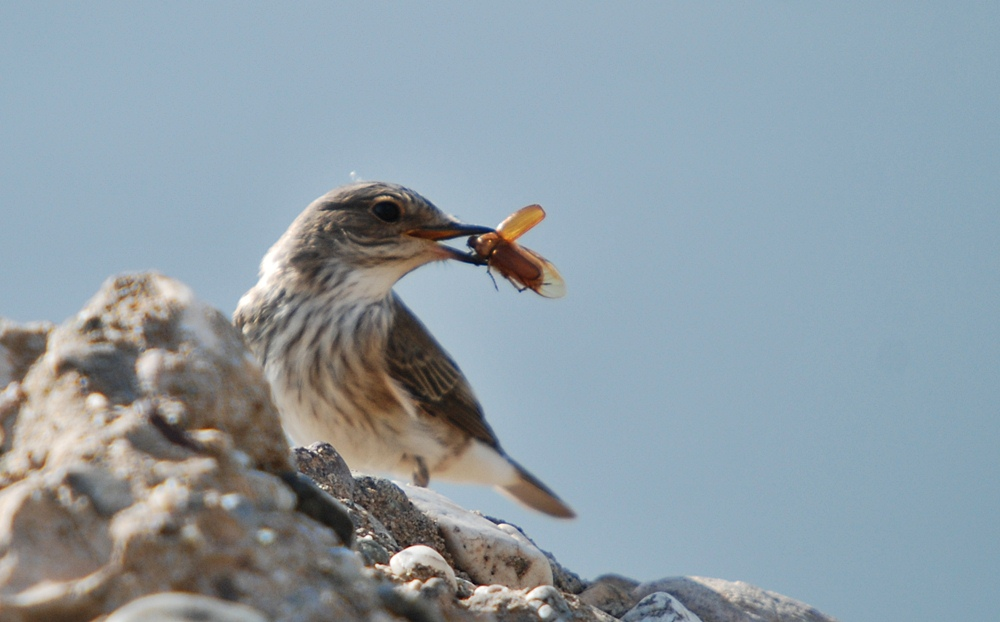
Сіра мухоловка з кормом

Сіра мухоловка має добре розвинені навички полювання на крилатих комах. Вона живиться комарами й мухами, ловить бджіл, ос, ґедзів, бабок, денних і нічних метеликів. Свою здобич сіра мухоловка зазвичай хапає на льоту. Здобич видивляється з присади. Побачивши комаху, мухоловка злітає й ловить її гострим дзьобом. Із здобиччю у дзьобі вона повертається на гілку або у гніздо до пташенят. Мухоловки рідко годуються на землі, збираючи комах. Таку картину можна спостерігати під час дощу, коли в повітрі немає комах.

## Охорона
Перебуває під охороною Бернської конвенції.

## Галерея

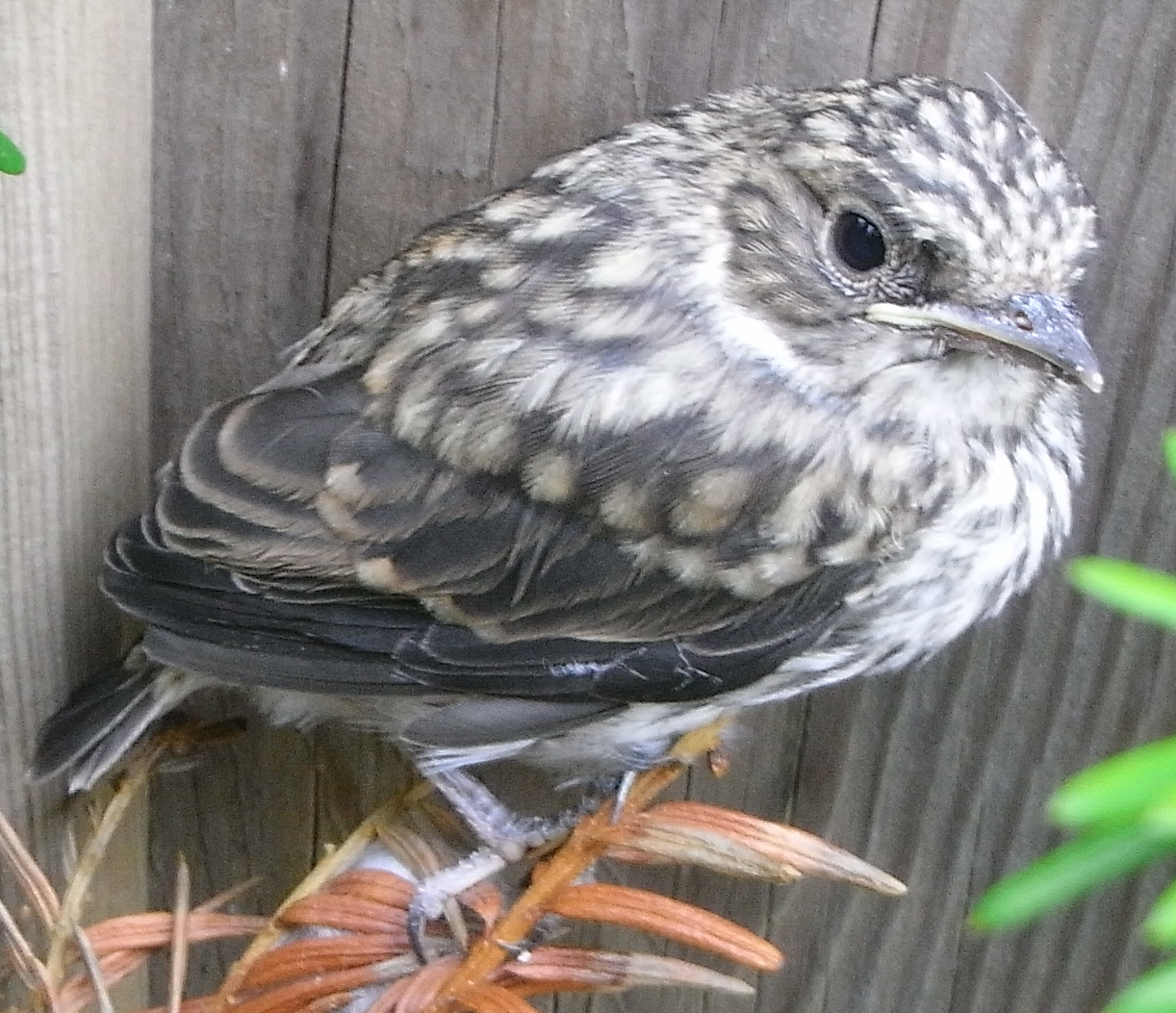
Молодий птах невдовзі після залишення гнізда
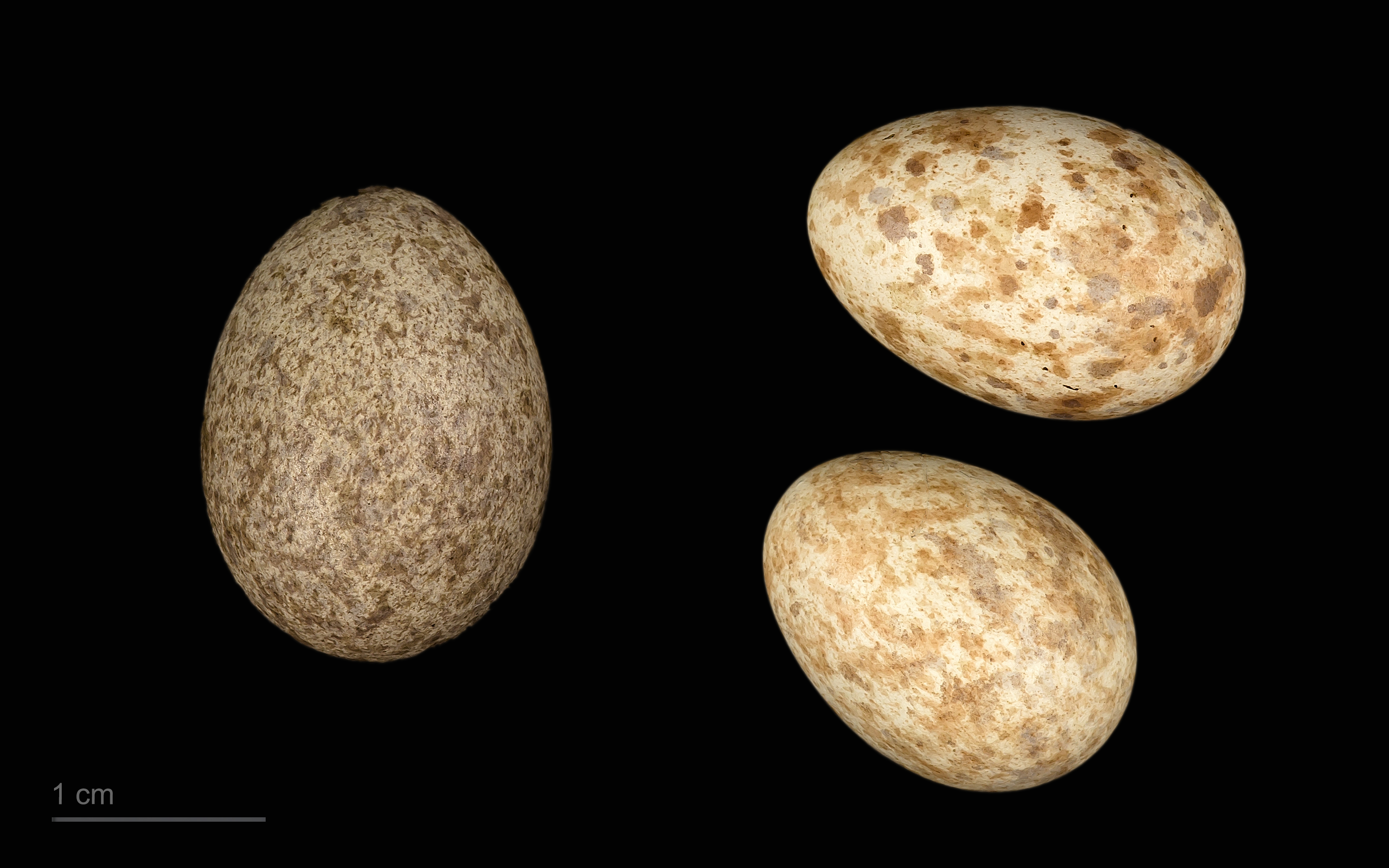
Яйце зозулі звичайної та яйця мухоловки сірої, Тулузький музей